# 1279
1279 (MCCLXXIX) a fost un an obișnuit al calendarului gregorian.

## Evenimente
- Pace încheiată la Florența, între guelfi și ghibelini; cei din urmă revin în oraș după 12 ani de exil.
- 5 martie: Bătălia de la Aizkraukle: forțele lituaniene înfrâng pe cavalerii teutoni.
- 19 martie: Bătălia de la Yamen: Kublai-han înfrânge ultimele forțe ale Imperiului Song; sfârșitul dinastiei Song prin moartea împăratului Bing; Imperiul Yuan reușește unificarea Chinei.
- 17 iulie: Bătălia de la Devina (Bulgaria). Trupele bizantine care îl sprijineau pe fostul țar al Bulgariei Ioan al III-lea Asan sunt zdrobite de țarul Ivailo.

### Nedatate
- Dinastia Chola din sudul Indiei se destramă sub loviturile Imperiului Hoysala și ale Regatului Pandyan.
- Este întemeiat orașul Haapsalu, în Estonia.
- Mamelucii din Egipt invadează Armenia; o revoltă a emirului Qalawun în Egipt conduce la amânarea expediției.
- Un raid al mongolilor asupra Indiei este respins de sultanul de Delhi.

## Arte, științe, literatură și filosofie
- Noul rege al Portugaliei, Denis I adoptă limba portugheză ca limbă de cancelarie, înlocuind latina.
- Se redeschide „drumul mătăsii”.

## Decese
- 16 februarie: Alfonso al III-lea al Portugaliei, rege al Portugaliei (n. 1210)
- 19 martie: Bing, ultimul împărat al dinastiei chineze Song (n. 1271)
- 18 septembrie: Ulrich al II-lea, conte de Wurttemberg (n. ?)
- 7 decembrie: Boleslav al V-lea cel Sfios, rege al Poloniei (n. 1226)

## Înscăunări
- 18 septembrie: Eberhart I, conte de Wurttemberg (1279-1325)
- 7 decembrie: Leszek al II-lea cel Negru, mare duce de Cracovia (1279-1288)
- Denis I, rege al Portugaliei (1279-1325)